# Vasyl Račyba
Vasyl Dmytrovyč Račyba (* 27. ledna 1982) je bývalý ukrajinský zápasník – klasik.

## Sportovní kariéra
Pochází z přílehlé obce Kropyvnyk u města Kaluš na ukrajinské Haliči. Zápasení se věnoval od 13 let v nedalekém městě Dolyna. Dolyna je na západní Ukrajině známá netradičně školou zápasu řecko-římského. Jako talentovaného sportovce si ho trenéři stáhli do Kyjeva, kde pokračoval v tréninku na střední škole olympijských rezerv (nadějí). Od svých 18 let se připravoval v armádním tréninkovém středisku CSKA pod vedením Jurije Cikalenka a později Rustama Adžiho.
Do ukrajinské reprezentace klasiků se prosadil v roce 2003 s příchodem nového reprezentačního trenéra Oleksandra Kotovoje ve velterové váze do 74 kg. V roce 2004 prohrál nominaci na olympijské hry v Athénách s Volodymyrem Šackych. Proti Šackychovi se v následujících sezonách neprosazoval, proto se rozhodl pro olympijský rok 2008 přestoupit do vyšší střední váhové kategorie do 84 kg. Nominaci na olympijské hry v Pekingu však prohrál s dlouholetou reprezentační jedničkou Oleksandrem Darahanem.
V roce 2009 skončil u ukrajinské reprezentace trenér Nelson Davidjan a staronový trenér Oleksandr Kotovoj mu dal v roce 2010 opět šanci. V roce 2011 se mu odvděčil nečekaným titulem mistra Evropy v německém Dortmundu. V roce 2012 vyhral evropský kvalifikační turnaj v bulharské Sofii a při nominaci na olympijské hry v Londýně potvrdil nominaci před talentovaným Žanem Beleňukem. V Londýně prohrál ve čtvrtfinále těsně 1-2 na sety s Gruzíncem Vladimerem Gegešidzem. Od roku 2014 neudržel pozici reprezentační jedničky před fenomenálním Žanem Beleňukem. Sportovní kariéru ukončil v roce 2016. Věnuje se trenérské práci.

### Výsledky v zápasu řecko-římském
| Turnaj             | 2004 | 2005 | 2006 | 2007 | 2008 | 2009 | 2010 | 2011 | 2012 | 2013 |
| Turnaj             | 22   | 23   | 24   | 25   | 26   | 27   | 28   | 29   | 30   | 31   |
| Turnaj             | −74  | −74  | −74  | −74  | −85  | −85  | −85  | −85  | −85  | −85  |
| ------------------ | ---- | ---- | ---- | ---- | ---- | ---- | ---- | ---- | ---- | ---- |
| Olympijské hry     | —    |      |      |      | —    |      |      |      | 8.   |      |
| Mistrovství světa  |      | úč.  | —    | —    |      | —    | úč.  | úč.  |      | úč.  |
| Mistrovství Evropy | 2.   | —    | —    | —    | 7.   | —    | —    | 1.   | —    | —    |

### Olympijské hry a mistrovství světa
| Olympijské hry a mistrovství světa                | Olympijské hry a mistrovství světa                | Olympijské hry a mistrovství světa                | Olympijské hry a mistrovství světa                | Olympijské hry a mistrovství světa                | Olympijské hry a mistrovství světa                | Olympijské hry a mistrovství světa                | Olympijské hry a mistrovství světa                | Olympijské hry a mistrovství světa                | Olympijské hry a mistrovství světa                | Olympijské hry a mistrovství světa                |
| Kolo                                              | Výsledek                                          | Bilance                                           | Soupeř                                            | Výsledek                                          | KB                                                | ∑KB                                               | Styl                                              | Datum                                             | Turnaj                                            | Místo                                             |
| 2013 Mistrovství světa do 84 kg v klasickém stylu | 2013 Mistrovství světa do 84 kg v klasickém stylu | 2013 Mistrovství světa do 84 kg v klasickém stylu | 2013 Mistrovství světa do 84 kg v klasickém stylu | 2013 Mistrovství světa do 84 kg v klasickém stylu | 2013 Mistrovství světa do 84 kg v klasickém stylu | 2013 Mistrovství světa do 84 kg v klasickém stylu | 2013 Mistrovství světa do 84 kg v klasickém stylu | 2013 Mistrovství světa do 84 kg v klasickém stylu | 2013 Mistrovství světa do 84 kg v klasickém stylu | 2013 Mistrovství světa do 84 kg v klasickém stylu |
| ------------------------------------------------- | ------------------------------------------------- | ------------------------------------------------- | ------------------------------------------------- | ------------------------------------------------- | ------------------------------------------------- | ------------------------------------------------- | ------------------------------------------------- | ------------------------------------------------- | ------------------------------------------------- | ------------------------------------------------- |
| 1/32                                              | prohra                                            | 5-5                                               | Giorgi Cirekidze (GEO)                            | tech. body (1:1*)                                 | 1                                                 | 1                                                 | Zápas řecko-římský                                | 21. září 2013                                     | Mistrovství světa                                 | Budapešť, Maďarsko                                |
| 2012 Olympijské hry do 84 kg v klasickém stylu    |                                                   |                                                   |                                                   |                                                   |                                                   |                                                   |                                                   |                                                   |                                                   |                                                   |
| čtvrtfinále                                       | prohra                                            | 5-4                                               | Vladimer Gegešidze (GEO)                          | 1-2 (1:2, 3:0, 0:1)                               | 1                                                 | 4                                                 | Zápas řecko-římský                                | 6. srpen 2012                                     | Olympijské hry                                    | Londýn, Spojené království                        |
| 1/16                                              | vítězství                                         | 5-3                                               | Hajákil Ášúrí (TUN)                               | 2-0 (2:0, 1:0)                                    | 3                                                 | 3                                                 | Zápas řecko-římský                                | 6. srpen 2012                                     | Olympijské hry                                    | Londýn, Spojené království                        |
| 2011 Mistrovství světa do 84 kg v klasickém stylu |                                                   |                                                   |                                                   |                                                   |                                                   |                                                   |                                                   |                                                   |                                                   |                                                   |
| 1/16                                              | prohra                                            | 4-3                                               | Nazmi Avluca (TUR)                                | 1-2 (0:1, 1:0, 0:2)                               | 1                                                 | 6                                                 | Zápas řecko-římský                                | 13. září 2011                                     | Mistrovství světa                                 | Istanbul, Turecko                                 |
| 1/32                                              | vítězství                                         | 4-2                                               | Antonio Arias (DOM)                               | lopatky                                           | 5                                                 | 5                                                 | Zápas řecko-římský                                | 13. září 2011                                     | Mistrovství světa                                 | Istanbul, Turecko                                 |
| 2010 Mistrovství světa do 84 kg v klasickém stylu |                                                   |                                                   |                                                   |                                                   |                                                   |                                                   |                                                   |                                                   |                                                   |                                                   |
| 1/16                                              | prohra                                            | 3-2                                               | Nazmi Avluca (TUR)                                | 0-2 (0:2, 0:1)                                    | 0                                                 | 8                                                 | Zápas řecko-římský                                | 7. září 2010                                      | Mistrovství světa                                 | Moskva, Rusko                                     |
| 1/32                                              | vítězství                                         | 3-1                                               | Ylýas Esenow (TKM)                                | lopatky                                           | 5                                                 | 8                                                 | Zápas řecko-římský                                | 7. září 2010                                      | Mistrovství světa                                 | Moskva, Rusko                                     |
| 1/64                                              | vítězství                                         | 2-1                                               | Rami Hietaniemi (FIN)                             | 2-0 (1:0, 1*:1)                                   | 3                                                 | 3                                                 | Zápas řecko-římský                                | 7. září 2010                                      | Mistrovství světa                                 | Moskva, Rusko                                     |
| 2005 Mistrovství světa do 74 kg v klasickém stylu |                                                   |                                                   |                                                   |                                                   |                                                   |                                                   |                                                   |                                                   |                                                   |                                                   |
| 1/32                                              | prohra                                            | 1-1                                               | Aleksandre Dochturišvili (UZB)                    | diskvalifikace                                    | 0                                                 | 3                                                 | Zápas řecko-římský                                | 1. října 2005                                     | Mistrovství světa                                 | Budapešť, Maďarsko                                |
| 1/32                                              | vítězství                                         | 1-0                                               | Odelis Herrero (CUB)                              | 2–0 (4:0, 3:0)                                    | 3                                                 | 3                                                 | Zápas řecko-římský                                | 1. října 2005                                     | Mistrovství světa                                 | Budapešť, Maďarsko                                |